# Force de défense nationale sud-africaine

Drapeau des Forces de défense d’Afrique du Sud entre 1994 et 2003.

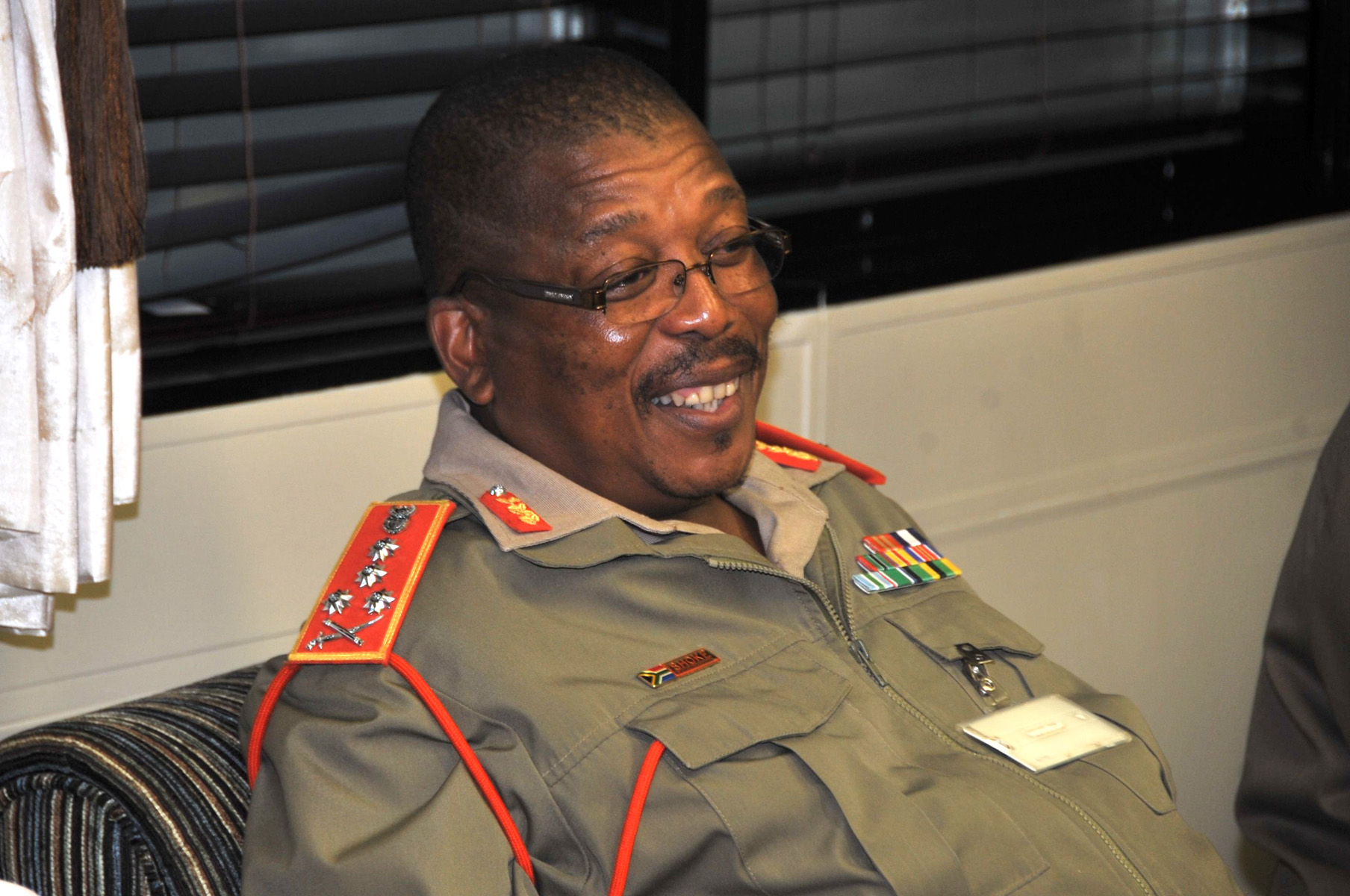
Solly Shoke, chef de la SANDF 2011.

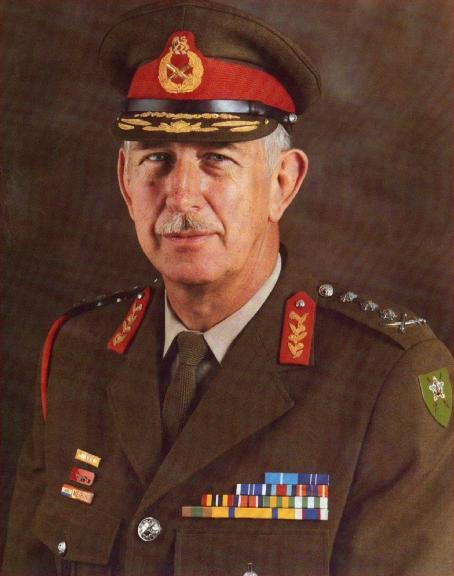
George Meiring, dernier chef de la SADF (1993 à 1994) et premier chef de la SANDF (1994 à 1998).

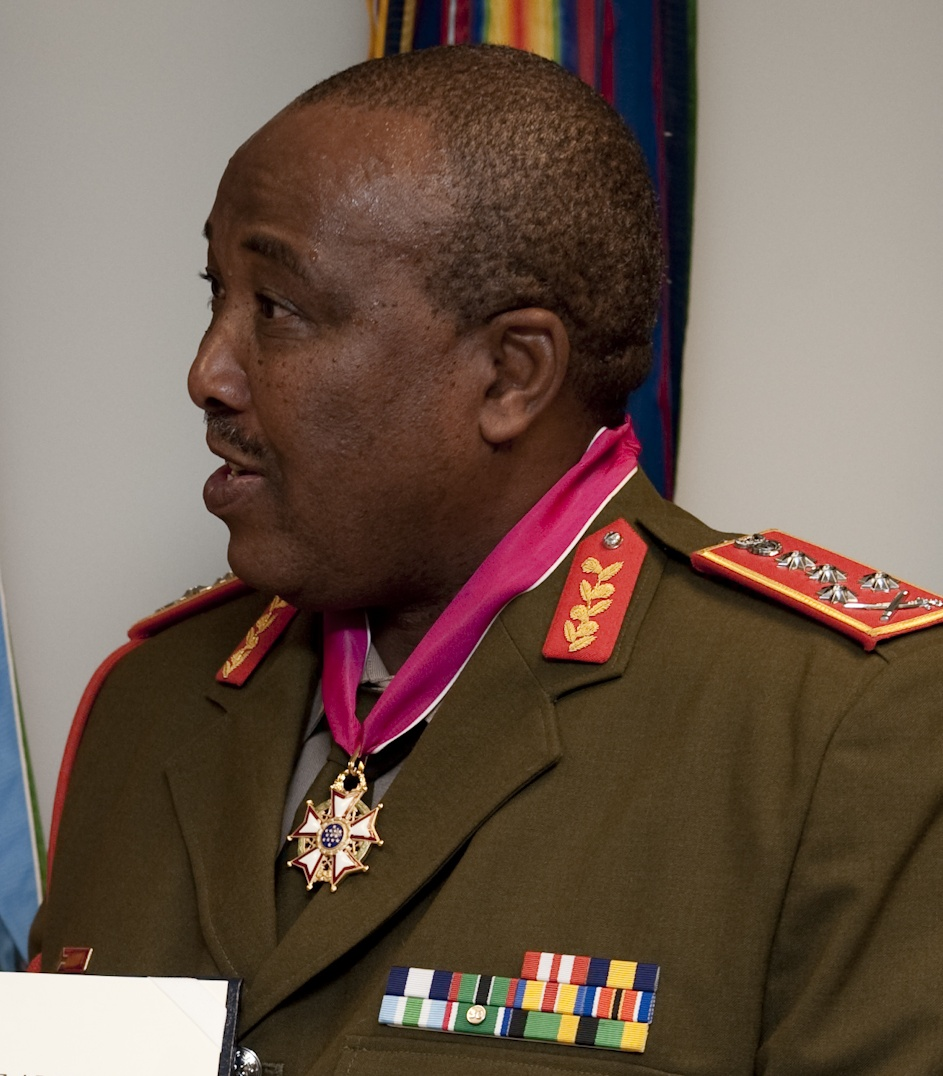
Général Ngwenya, chef de la SANDF (2005 à 2011).

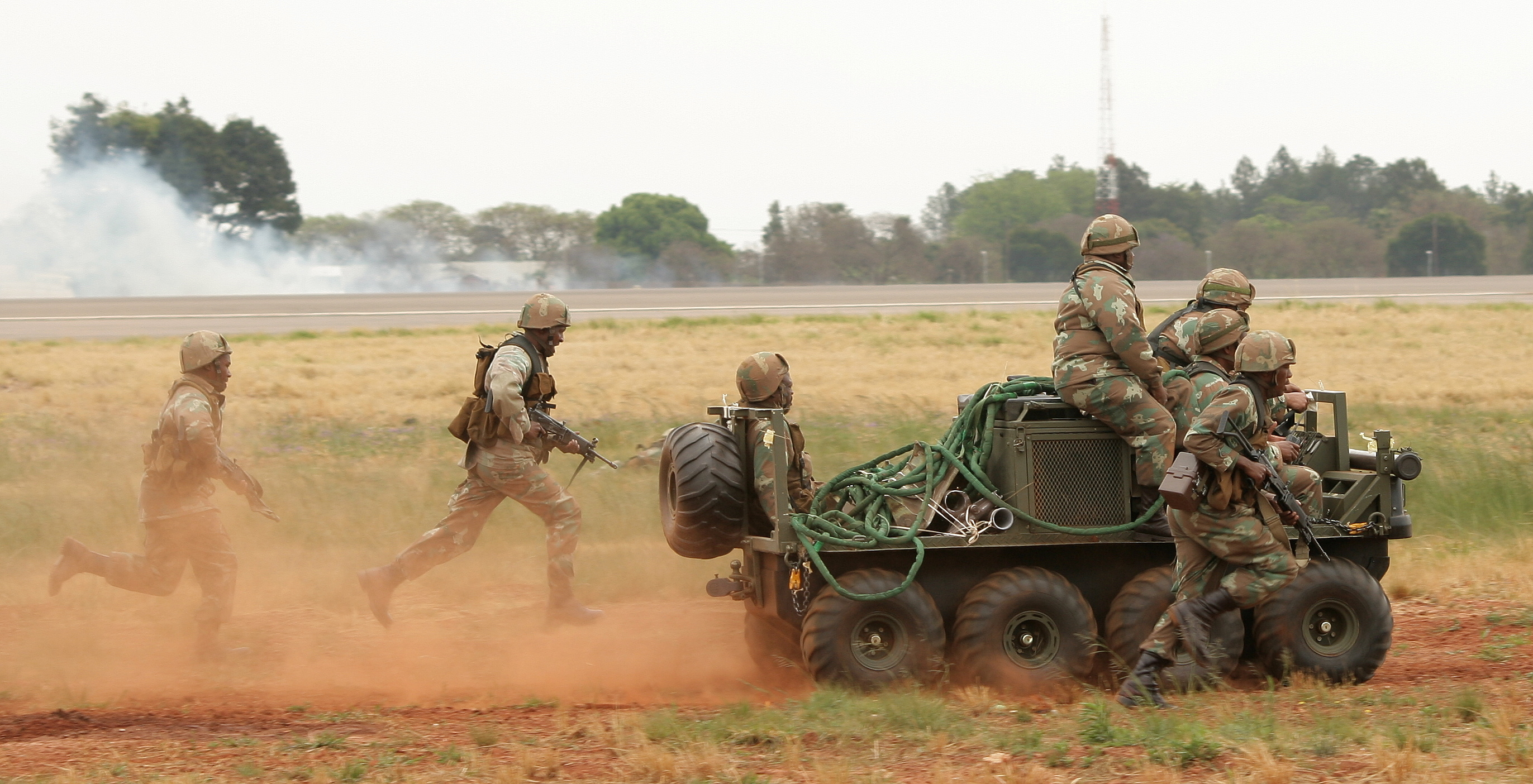
Soldats de la SANDF avec un Gecko 8x8 ATV en 2011.

La Force de défense nationale sud-africaine, en anglais South African National Defence Force (SANDF), est le nom donné à l'armée sud-africaine.

## Histoire
L'actuelle SANDF a succédé en 1994 à la SADF (South African Defence Force) en reprenant les anciennes forces militaires d'Afrique du Sud, celles des anciens bantoustans et celles des organisations de guérilla comme Umkhonto we Sizwe, l'Azanian People's Liberation Army (APLA) et les milices de l'Inkatha Freedom Party.
Cependant, selon Laurent Touchard, les forces armées sud-africaines « ont souffert des errements stratégiques » durant les mandats de Thabo Mbeki et Jacob Zuma et est désormais « à flux tendu ».
Les forces sud-africaines participent en 2018 à l'opération Corona (en), une opération de sécurité intérieure similaire à Sentinelle visant à assurer la sécurisation des frontières, l'immigration clandestine, la contrebande, etc.. Cependant, cette utilisation est critiquée car cela fatigue les troupes, les prive de leur entraînement, etc.. Malgré cela, Fikile Mbalula, ministre de la Police, et Nosiviwe Mapisa-Nqakula, ministre de la Défense, souhaitent que l'armée soit déployée à la place de la police dans les zones les plus sensibles.
Elle sont déployés dans l'est de la République démocratique du Congo au sein de la Mission de l'Organisation des Nations unies pour la stabilisation en république démocratique du Congo, depuis fin 2024 dans le cadre de la Mission de la Communauté de développement de l’Afrique australe en République démocratique du Congo, ou elle combattent le Mouvement du 23 mars. 

## Organisation
Depuis 1999, l'armée de terre sud-africaine est organisée en 2 brigades. 
Ces deux brigades correspondent ensemble à :
- 2 bataillons d'infanterie mécanisée ;
- 3 bataillons d'infanterie motorisée ;
- 10 bataillons d'infanterie légère ;
- 4 régiments d'artillerie ;
- 2 régiments de génie de combat.

À ces unités classiques s'ajoutent 1 régiment de construction, le 4e régiment de planification et 1 régiment de renseignement tactique.

### Composition
La SANDF est composée de quatre corps : 
- l'Armée de terre sud-africaine ;
- la Force aérienne sud-africaine ;
- la Marine sud-africaine ;
- et le Service de santé des armées sud-africain (South African Military Health Service).

### Effectifs
En 2017, les forces armées sud-africaines comptent 77 597 membres d'active, dont 8 145 affectés à la santé. La réserve compte environ 23 000 personnes.
Le gouvernement souhaiterait diminuer le personnel d'active à 69 609 personnels en 2018. L. Touchard estime que la solution pourrait être de réduire le personnel du service médical, jugé démesuré par rapport aux forces.
Pour l'année fiscale 2019/2020, l'effectif théorique est de 75 227 personnels pour un effectif réel de 73 988 membres. Il est annoncé en février 2021 une baisse a 73 000 personnels.

### Budget
Le budget des forces armées, pour la période 2017-2018, est de 3 457 millions de dollars (environ 1 % du PIB). Durant la période précédente, 2016-2017, près de 57 % du budget était utilisé pour les salaires.
Le gouvernement souhaiterait réduire le budget à environ 0,98 % du PIB pour la période budgétaire suivante.

### Chef de la SANDF
Le chef militaire de la SANDF est nommé par le président d'Afrique du Sud. Il est choisi parmi l'un des quatre généraux des corps d'armée et est responsable devant le ministre de la défense. Depuis mai 2011, le chef militaire de la SANDF est le général Solly Shoke.
Les chefs militaires successifs sont :
- Général George Meiring (1994-1998)
- Général Siphiwe Nyanda (1998-2005)
- Général Godfrey Ngwenya (2005-2011)
- Général Solly Shoke (depuis 2011)

## Coopérations
L'Afrique du sud participe aux opérations de maintien de la paix en Afrique, notamment au sein de l'architecture africaine de paix et de sécurité. Le pays participe à la Force africaine en attente et à la Capacité africaine de réponse immédiate aux crises.
Dans le cadre de la mission de l'Organisation des Nations unies en République démocratique du Congo, la SANDF déploie 1 371 hommes.
L'Afrique du Sud participe, avec Cuba, au projet Thusano selon lequel 93 techniciens cubains réparent du matériel des forces armées d'Afrique du Sud, en particulier les véhicules légers et les camions. Le coût total des réparations effectuées est de 14 millions de dollars.

## Sources